# Filiolus tarbagataicus
Filiolus tarbagataicus là một loài ruồi trong họ Asilidae. Filiolus tarbagataicus được Lehr miêu tả năm 1995. Loài này phân bố ở vùng Cổ Bắc giới.